# Annie Hall
Annie Hall (en Argentina, México y Venezuela, Dos extraños amantes) es una película estadounidense de 1977 dirigida por Woody Allen, siendo una de sus películas más célebres. Se hizo acreedora al Óscar a la mejor película, al mejor director, al mejor guion original y a la mejor actriz principal (Diane Keaton), en 1978. Forma parte del AFI's 10 Top 10, en la categoría "Comedia romántica".
Se trata de una comedia romántica protagonizada por Diane Keaton y por el propio Woody Allen. Con un guion que ha sido imitado, parodiado y homenajeado a lo largo de los años, el cineasta se da el lujo de romper la cuarta pared: sus personajes le hablan directamente a la cámara, hay regresiones en el tiempo, digresiones y hasta una secuencia de animación parodiando la cinta animada de Walt Disney Blancanieves y los siete enanitos.
En 1992, la película fue considerada «cultural, histórica y estéticamente significativa» por la Biblioteca del Congreso de Estados Unidos y seleccionada para su preservación en el National Film Registry.

## Sinopsis
El comediante Alvy Singer (Woody Allen) está tratando de entender por qué su relación con Annie Hall (Diane Keaton) terminó hace un año. Al crecer en Brooklyn, enfureció a su madre con preguntas imposibles sobre el vacío de la existencia, pero fue precoz sobre su inocente curiosidad sexual.
Annie y Alvy, en una fila para ver "The Sorrow and the Pity", escuchan a otro hombre ridiculizando el trabajo de Federico Fellini y Marshall McLuhan; Alvy se imagina al propio McLuhan interviniendo ante su invitación para criticar la comprensión del hombre. Esa noche, Annie no muestra ningún interés en tener sexo con Alvy. En cambio, hablan de su primera esposa. Su segundo matrimonio fue con una escritora neoyorquina a la que no le gustaban los deportes y no podía alcanzar el orgasmo.
Con Annie, es diferente. Los dos se divierten preparando juntos una comida de langosta hervida. Él se burla de ella por los hombres inusuales de su pasado. La conoció jugando al tenis con amigos. Después del juego, una pequeña charla incómoda la llevó a ofrecerle primero un paseo por la ciudad y luego una copa de vino en su balcón. Allí, lo que parecía un leve intercambio de datos personales triviales se revela en "subtítulos mentales" como un coqueteo creciente. Su primera cita sigue a la audición de Annie para cantar en un club nocturno ("It Had to be You"). Los dos tienen relaciones después de la cita.
Pronto Annie admite que lo ama, mientras que él compra sus libros sobre la muerte y dice que sus sentimientos por ella son más que amor. Cuando ella se muda con él, las cosas se ponen muy tensas. Finalmente, la encuentra del brazo de uno de sus profesores universitarios y los dos comienzan a discutir si esta es la "flexibilidad" que habían discutido. Finalmente se separan y él busca la verdad de las relaciones, pregunta a extraños en la calle sobre la naturaleza del amor, cuestiona sus años de formación e imagina una versión de dibujos animados de él mismo discutiendo con una caricatura de Annie retratada como la Reina Malvada en Blancanieves.
Alvy vuelve a las citas, pero el esfuerzo se ve empañado por la neurosis y el mal sexo que se interrumpe cuando Annie insiste en que vaya inmediatamente a matar una araña en el baño. Sigue una reconciliación, junto con un voto de permanecer juntos pase lo que pase. Sin embargo, sus discusiones separadas con sus terapeutas hacen evidente que existe una división tácita e infranqueable. Cuando Alvy acepta una oferta para presentar un premio en televisión, vuelan a Los Ángeles, con el amigo de Alvy, Rob (Tony Roberts). Sin embargo, en el viaje de regreso, coinciden en que su relación no está funcionando. Después de perderla con su productor discográfico, Tony Lacey, Alvy intenta sin éxito reavivar la llama con una propuesta de matrimonio. De vuelta en Nueva York, pone en escena una obra de su relación pero cambia el final: ahora ella acepta.
La última reunión para ellos es una coda nostálgica en el Upper West Side de Nueva York cuando ambos se han mudado con alguien nuevo. La voz de Alvy vuelve con un resumen: el amor es fundamental, sobre todo si es neurótico. Annie canta "Seems Like Old Times" y aparecen los créditos.

## Reparto
- Woody Allen - Alvy Singer
- Diane Keaton - Annie Hall
- Tony Roberts - Rob
- Carol Kane - Allison
- Paul Simon - Tony Lacey
- Shelley Duvall - Pam
- Janet Margolin - Robin
- Colleen Dewhurst - Sra. Hall
- Christopher Walken - Duane Hall
- Donald Symington - Sr. Hall
- Helen Ludlam - Abuela de Annie
- Laurie Bird - Novia de Tony
- Marshall McLuhan - Él mismo

## Comentarios

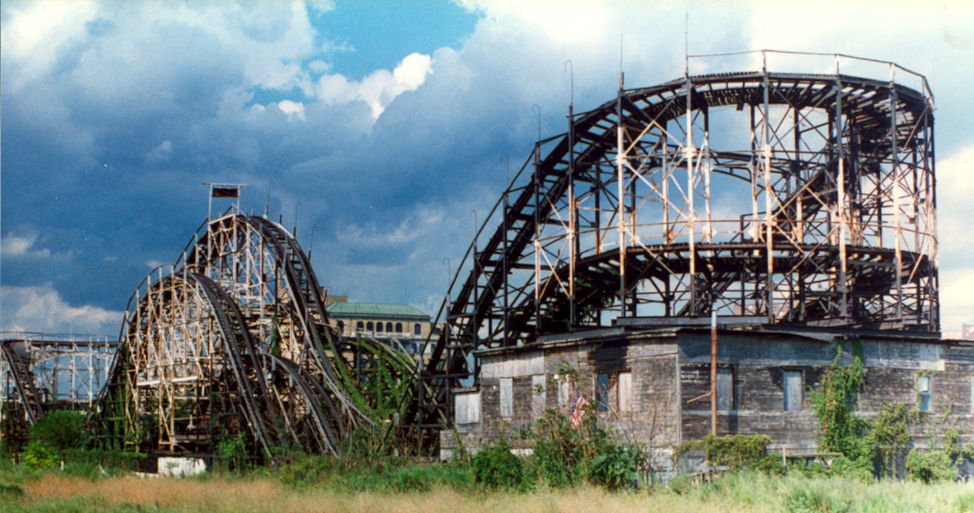
La montaña rusa Thunderbolt, aparece brevemente en la película como la casa de la infancia de Alvy Singer. La casa era una residencia real, construida en 1895 como el Hotel Kensington; la montaña rusa fue construida encima de este edificio.

Antes de adquirir el título por el que es conocida, Annie Hall llegó a llamarse Anhedonia ("incapacidad de disfrutar la vida": una enfermedad psicológica. La productora no permitió que se le colocase un nombre tan poco atractivo) o Una montaña rusa llamada deseo, referencia doble a la montaña rusa que aparece en la película y a la obra de Tennessee Williams (Un tranvía llamado deseo). Annie Hall es una cinta emblemática. Años después, Rob Reiner la homenajeó abiertamente en su película When Harry Met Sally....
Destacan también las actuaciones de Paul Simon (músico, integrante del dúo vocal folk Simon & Garfunkel) y un joven Christopher Walken, quien un año después ganaría el Óscar por su papel en The Deer Hunter de Michael Cimino.
El guion de esta película, original de Woody Allen y Marshall Brickman, fue traducido al español por José Luis Guarner, publicado por Tusquets en 1981 y reeditado posteriormente.

## Premios y nominaciones
La película ganó cuatro premios Óscar: a la mejor película, al mejor director, a la mejor actriz principal (Keaton) y al mejor guion original, y obtuvo una nominación al mejor actor principal (Allen), premios que el cineasta no fue a recoger, ya que ni siquiera se presentó en la ceremonia, algo que repitió todos los años hasta 2002, cuando acudió a presentar un video homenaje a la ciudad de Nueva York, víctima  unos meses antes de los atentados terroristas del 11-S. La primera vez dijo que "se le había olvidado"; este día "se quedó tocando el clarinete".[cita requerida]
Premios Óscar
| Año  | Categoría            | Persona                       | Resultado |
| ---- | -------------------- | ----------------------------- | --------- |
| 1978 | Mejor película       | Mejor película                | Ganadora  |
| 1978 | Mejor director       | Woody Allen                   | Ganador   |
| 1978 | Mejor actor          | Woody Allen                   | Candidato |
| 1978 | Mejor actriz         | Diane Keaton                  | Ganadora  |
| 1978 | Mejor guion original | Woody Allen Marshall Brickman | Ganadores |

34.ª edición de las Medallas del Círculo de Escritores Cinematográficos
| Categoría                 | Premiado   | Resultado |
| ------------------------- | ---------- | --------- |
| Mejor película extranjera | Annie Hall | Ganadora  |

Premios César 
| Categoría                 | Premiado   | Resultado |
| ------------------------- | ---------- | --------- |
| Mejor película extranjera | Annie Hall | Nominada  |